# دانيال ريختر
دانيال ريختر (بالإنجليزية: Daniel Richter)‏ هو كاتب وتمثيل صامت وكاتب سير ذاتية وممثل أمريكي، ولد في 1939 بدارين في الولايات المتحدة.

## أعمال

### أفلام
- (1968)  ملحمة الفضاء[2][3]

## وصلات خارجية
- دانيال ريختر على موقع IMDb (الإنجليزية)
- دانيال ريختر على موقع قاعدة بيانات الفيلم (الإنجليزية)